# 豊明殿
豊明殿（ほうめいでん）は、皇居明治宮殿および新宮殿の殿舎の一つ。宮中の大宴会場である。

## 沿革
明治宮殿から供宴場、宴会場として造営され、戦後再建された新宮殿でも宴会場に引き続き命名された。豊明殿の名称は、宮中の節会の一つ、豊明節会（とよあかりのせちえ）から命名された。国賓を招いて行われる宮中晩餐会などの主会場であり、1990年（平成2年）天皇の即位の礼では、国賓を招いて饗宴の儀が行われたほか、大嘗祭の大嘗宮の儀の後の「大饗の儀」が三権の長、衆議院議員53人余、参議院議員25人余、全国都道府県の知事及び議会議長、市町村長及び議会議長の代表、各界の代表を招いて行われた。

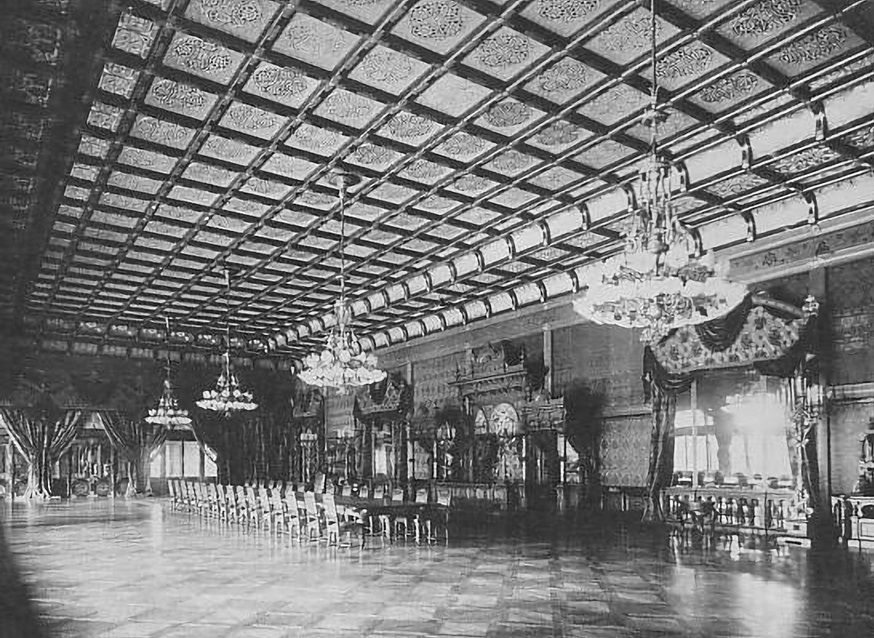
明治宮殿の豊明殿

## 概要
- 外観は、和風入母屋造で中庭に向かって南面している。豊明殿の室内面積は915平方メートルで、宮殿のホールでは最大のスケールを誇る。立食の形式では、最大600名の席を設置することが可能である。
- 壁面には、つづれ織りによる豊幡雲（とよはたぐも）の装飾がある[2]。原作は日本画家の中村岳陵[2]が昭和11年第1回帝展に出品した「豊幡雲」で、豊明殿建設に当たり再構成された。つづれ織りの大きさは縦4メートル、横6.5メートルになる。
- 天井は、鳥取県産の杉板のパネルに覆われ32個のクリスタル・ガラス製シャンデリアが下がる[2]。シャンデリアの設計は永原浄による。
- 床は、日本画家の杉山寧原画の手織段通が敷き詰められている。幅7メートル、長さ37メートルの段通を3枚合わせたものが敷かれている。
- 建具は東西両側は襖、南側は明かり障子となっている。

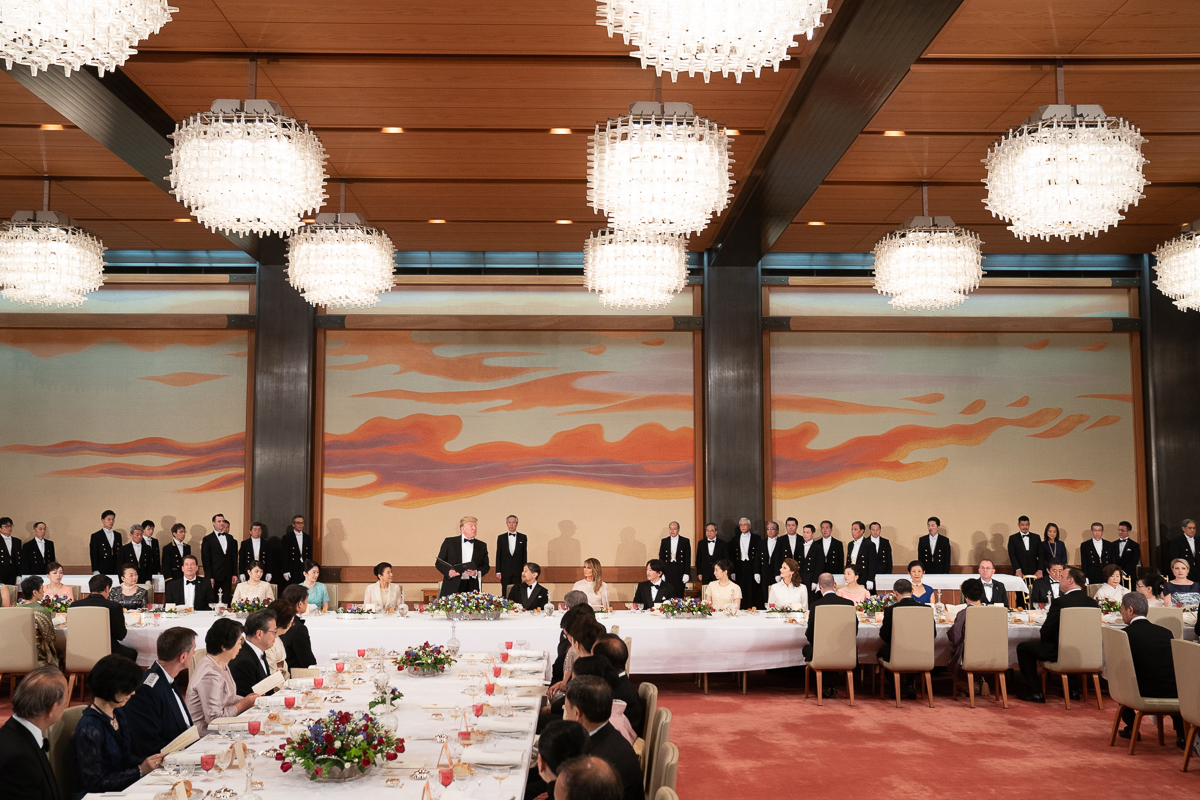
豊明殿での宮中晩餐会の様子（2019年5月27日、アメリカのドナルド・トランプ大統領を招いたもの）

## その他
- 豊明殿北側には配膳室が設置され、南、東、西側は廊下になっている。特に東側廊下は中央部を広くして、奏楽室に転用が可能となっている。
- なお、宮殿には公賓を接遇する小食堂として豊明殿とは別に連翠（れんすい）がある。